# Johannes Winkler
Johannes Winkler (29 de mayo de 1897 - 27 de diciembre de 1947) fue un pionero de los cohetes alemán, que fundó la primera sociedad alemana de cohetes y lanzó con éxito el primer cohete con combustible líquido en Europa.

## Semblanza
En 1915, durante la Primera Guerra Mundial, Winkler formó parte del Ejército Imperial Alemán y fue herido en combate al año siguiente, lo que le llevó a una larga hospitalización. Después de su recuperación, estudió como maquinista en la Universidad Técnica de Danzig y encontró un trabajo en Junkers.
El 5 de julio de 1927, fue uno de los fundadores de la Verein für Raumschiffahrt (VfR - "Sociedad de Vuelo Espacial"). También fue el primer presidente de la sociedad y editor de la revista de la VfR, "Die Rakete" (El Cohete).
El 14 de marzo de 1931 a las 4:45 p. m., lanzó el Hückel-Winkler I (HW-I) en el campo Gross Kühnau, cerca de Dessau. Según su relato, se planeó alcanzar una altitud de 500 metros, pero giró y voló horizontalmente, aterrizando a 200 metros de la plataforma. La altitud máxima del cohete no fue registrada. El cohete estaba alimentado por oxígeno líquido y metano líquido.
Dieciocho meses después del vuelo de HW-I, Winkler lanzó el HW-II el 6 de octubre de 1932 en una demostración pública, que incluyó a funcionarios invitados del concejo de Königsberg. Desafortunadamente, el cohete explotó a los pocos segundos del encendido, debido a una válvula de combustible defectuosa.
Winkler diseñó una serie de otros cohetes y unidades JATO/RATO para Junkers y después para un instituto gubernamental de investigación de aviación, pero ninguno pasó del tablero de dibujo.

## Honores
- El cráter lunar Winkler, un pequeño cráter de impacto de la cara oculta, lleva el nombre de Johannes Winkler.[3]